# بیل ون دایک
بیل ون دایک (به انگلیسی: Bill van Dijk) (زاده ۲۲ دسامبر ۱۹۴۷) خواننده هلندی است
او در یوروویژن ۱۹۸۲ نماینده هلند بود.